# 少年復仇者
少年复仇者（英語：Young Avengers）是美国漫威漫画旗下两个超级英雄团体所使用的团队名称，由艾伦·海因伯格和吉姆·张创造，第一支队伍出现于《少年复仇者》第1期（2005年4月）。  少年复仇者团队中的青少年角色大多与漫威的主要超级英雄团队复仇者联盟的成员有联系。 
少年复仇者延续2004-2005年《复仇者解散》的故事线。团队的四名创始成员，小浩克、钢铁小子、爱国者、巫术，因幻视重组复仇者联盟的计划而集结在一起。在该系列中，报纸将这些少年英雄称为“超能粉丝”，并将他们称为“少年复仇者”，团队成员们最初不喜欢这个名字，但最终默认并将其沿用下来。

## 出版历史
第一支团队最早出现于艾伦·海因伯格和吉姆·张创作的《少年复仇者》#1（2005年4月）。漫威的前身时代漫画曾推出过一个不相关的角色“少年复仇者”，于《美国漫画》#1（1941年8月）中首次登场。 
少年复仇者最早出现在一部十二期的漫画中，后来又出现在漫威几部著名的跨界系列中，包括《内战》和《复仇者联盟：少年圣战》。 2013年1月，该系列在由作家基隆·吉伦和画家杰米·麦基尔维改编后，作为“漫威时间！”的旗下的一部分重新推出。
2019 年，里约热内卢市长马塞洛·克里维拉下令对《复仇者联盟：少年圣战》进行审查，因为其中对同性恋进行了描述，例如团队主要角色小浩克和巫术即为一对同性恋情侣。克里维拉称这些内容“少儿不宜”。 作家基伦吉伦对这些更改感到非常失望。 出售该漫画的图书双年展的组织者拒绝了市长的决定，并决定继续销售该书。9月6日，《复仇者联盟：少年圣战》在活动中销售一空。 

## 团队历史

### 第1卷
在“伙伴”（第1期-第6期）中，号角日报的记者杰西卡·琼斯（前青年超级英雄）和凯特·法罗以及超级英雄美国队长和钢铁侠一起调查一个新出现的青少年超级英雄团队。故事背景设定在“复仇者解散”故事线和《新复仇者》故事线之间。虽然少年复仇者击败了征服者康，但美国队长和钢铁侠依然收走了他们的战衣和装备，并且拒绝在没有征得他们父母同意的情况下训练他们。尽管受到了英雄们的警告，但他们在换了新战衣、新基地、新名字后，继续行侠仗义。
在“秘密身份”（第6期-第8期）中，少年复仇者们在决定继续公开行动后，必须面对是否告诉父母自己秘密身份这个问题。然而他们的父母都没有发现。在《少年复仇者》第8期与海德先生的一场战斗中，巫术发现伊莱（爱国者）使用能让普通人在短时间内获得超级力量的“突变生长素（MGH）”。伊莱承认他为了加入团队，欺骗了召集团队成员的钢铁小子，他其实没有超能力，而本该加入的是他的叔叔约西亚。他最终退出了团队。
在凯特·法罗的坚持下，杰西卡·琼斯采访得知了少年复仇者们的过去。凯西·朗的家庭生活陷入了困境，特别是在她的父亲斯科特·朗死后。她时常与母亲争吵，并且讨厌母亲的新任男友。在少年复仇者组建之前，她还曾计划过加入离家童盟。泰迪·奥尔特曼（小浩克）曾在他朋友的怂恿下滥用他的变形能力，直到他的“朋友”叫他去复仇者公馆的废墟偷复仇者装备，他才发现自已早已走得太远。